# Margherita I di Danimarca
Margherita I di Danimarca (in danese: Margrete I Valdemarsdatter, Danmarks dronning; Vordingborg, marzo 1353 – Flensburgo, 28 ottobre 1412) fu regina di Danimarca (reggente, 1375-1387; regnante, 1387-1412), regina consorte di Norvegia (1363-1380), regina regnante di Norvegia (1388-1412) e di Svezia (1389-1412).
Fu la quinta sovrana regnante in Europa, preceduta solo da Urraca di Castiglia (1109-1126), Elena di Gallura (1203-1207), Benedetta di Cagliari (1217-1232) e Adelasia di Torres (1236-1259). Era insolito per una donna governare da sola senza il marito, come fece Margherita che, con l'Unione di Kalmar, amministrò tre regni.

## Biografia
Figlia di Valdemaro IV di Danimarca e di Helvig di Schleswig, Margherita sposò, all'età di dieci anni, re Haakon VI di Norvegia, che era il figlio minore, e unico sopravvissuto, di Magnus VII di Norvegia (Magnus II di Svezia).

### Regina consorte di Norvegia
Il suo destino sembrava essere solo il matrimonio, seppure regale, con il ruolo di regina consorte. Margherita era, infatti, la figlia più giovane del sovrano: non destinata al trono per la presenza, prima di tutto, di un fratello, il duca di Laaland Kristoffer (1344-63) - anch'egli sepolto a Roskilde in un artistico sarcofago -, di una sorella, Ingeborg (1347-70), e della consuetudine che non vedeva di buon occhio l'accesso al trono da parte delle donne.
Furono a lei contemporanee le seguenti sovrane, regnanti per proprio diritto: Eleonora d'Arborea (1383-1404), famosa giudice d'Arborea in Sardegna; Giovanna I di Napoli (1343-1381); Edvige di Polonia (1384-1399); Maria di Sicilia (1377-1402); Maria d'Angiò, regina d'Ungheria (1382-1395).
Il primo atto di Margherita dopo la morte del padre nel 1375, fu di ottenere, dunque, l'elezione di suo figlio Olaf a re (II) di Danimarca (cinque anni, nato nella fortezza di Akershus), nonostante le pretese di Enrico III di Meclemburgo-Schwerin, marito di sua sorella maggiore Ingeborg, e del loro figlio Alberto. Olaf morì nel 1387, dopo essere succeduto al padre in Norvegia nel 1380 e con pretese al trono di Svezia.

### Regina di Danimarca, Norvegia e Svezia

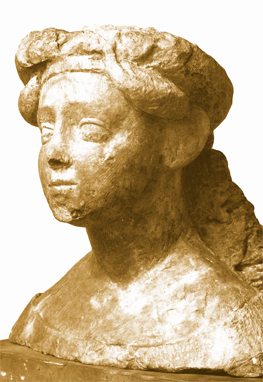
St. Annen-Museum, Lubecca: busto in alabastro raffigurante la regina Margherita I.

Nell'anno seguente Margherita, che aveva governato in suo nome su entrambi i regni, venne scelta come reggente di Norvegia e Danimarca. Margherita aveva già dato prova delle sue superiori capacità di governo, recuperando il possesso dello Schleswig dai conti di Holstein, che lo avevano retto per una generazione, e che ricevettero indietro in dono (per il Patto di Nyborg del 1386), ma con condizioni talmente vincolanti che la corona danese trasse tutti i vantaggi dall'accordo. In base a questo patto, inoltre, la nobiltà dello Jutland, cronicamente ribelle, perse l'appoggio che aveva sempre trovato nello Schleswig-Holstein, e Margherita, libera da tutte le paure di sedizione interna, poté concentrare la sua attenzione sulla Svezia, dove i nobili ammutinati erano già in armi contro il loro impopolare re, Alberto di Meclemburgo.
A una conferenza svoltasi nel castello di Dalaborg nel marzo 1388 gli svedesi vennero costretti ad accettare tutte le condizioni di Margherita, la elessero come "Signora sovrana e regnante" e si impegnarono ad accettare da lei qualsiasi re avesse scelto di nominare. Il 24 febbraio 1389 Alberto, che era ritornato dal Meclemburgo con un esercito di mercenari, venne sbaragliato e preso prigioniero ad Aasle, vicino Falköping, e Margherita divenne l'onnipotente signora di tre regni. È nota in Danimarca come "Margherita I", per distinguerla dall'attuale regina, ma lei non si definì mai come regina, piuttosto si faceva chiamare "Margherita, per grazia di Dio figlia del re danese Valdemaro". Altri si riferivano a lei semplicemente come alla "Signora Re"! Stoccolma all'epoca quasi completamente una città tedesca, resisteva ancora; la paura di Margherita indusse sia i principi del Meclemburgo che le città della Lusazia ad affrettarsi in suo aiuto; e nel Mar Baltico e del Nord sciamarono presto i pirati della Fratellanza Vitaliana, così chiamata perché il loro obiettivo dichiarato era di sostentare Stoccolma. Alla fine intervenne la Lega Anseatica, e con il Patto di Lindholm (1395) Alberto venne rilasciato da Margherita con la promessa di pagare 60.000 marchi in tre anni, l'Ansa nel frattempo teneva in scacco Stoccolma, ma non essendo Alberto riuscito a pagare il riscatto nel tempo stipulato, l'Ansa consegnò Stoccolma a Margherita nel settembre 1398, in cambio di privilegi commerciali.

### L'Unione di Kalmar

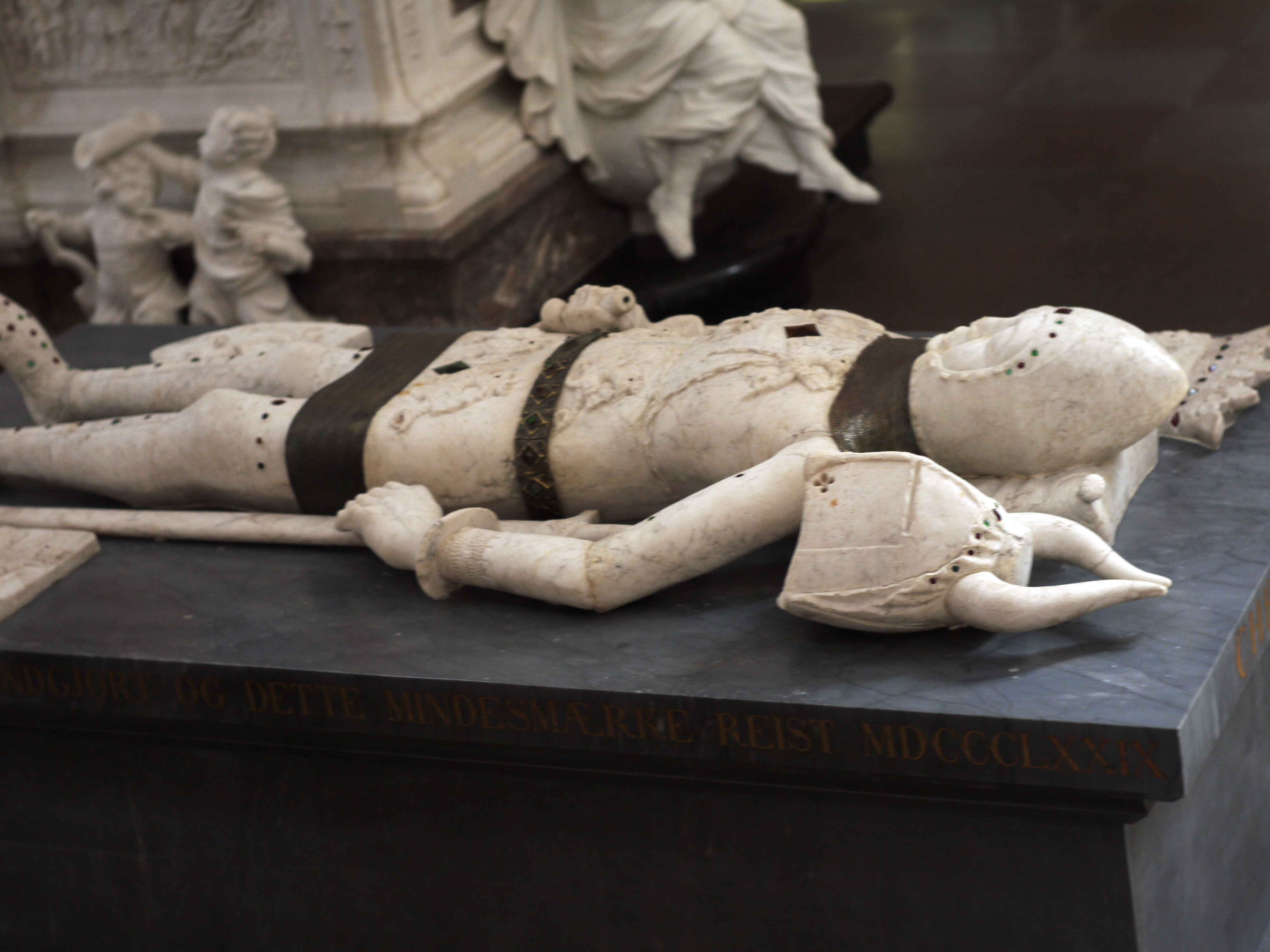
Cattedrale di Roskilde: sarcofago del principe Cristoforo (1344-1363), fratello maggiore di Margherita I

Era auspicabile che Margherita, alla prima opportunità conveniente, fornisse ai tre regni un re che fosse imparentato con tutte e tre le vecchie dinastie, e nel 1389 lei proclamò il suo bis-nipote, Eric di Pomerania (nipote di Enrico di Meclemburgo), re di Norvegia. Nel 1396 a lui venne reso omaggio in Danimarca e in Svezia, mentre Margherita si riservò l'incarico di reggente durante la minore età di Eric. Per unire insieme i regni ancor più strettamente, Margherita convocò un congresso dei tre consigli di gabinetto a Kalmar nel giugno 1397; e la domenica della Trinità, il 17 giugno, Eric venne solennemente incoronato re di Danimarca, Norvegia e Svezia. Il proposto atto d'unione divideva i tre Rigsraads, ma il reale documento che incorporava i termini dell'unione non andò mai oltre la fase di una bozza non ratificata.
Margherita si ribellò alle clausole che insistevano che ogni nazione dovesse mantenere possesso esclusivo delle proprie leggi e tradizioni e venire amministrata dai propri dignitari, perché nella sua opinione tendeva a impedire il completo amalgamamento della Scandinavia. Ma con la sua solita prudenza evitò ogni apparenza di una rottura aperta.
Pochi anni dopo l'Unione di Kalmar Eric, giunto al diciottesimo anno d'età, venne dichiarato maggiorenne e gli fu reso omaggio in tutti e tre i regni, ma per tutto il corso della sua vita, Margherita fu la vera regnante di Scandinavia.
Fino ad allora l'unione fu insicura; Margherita aveva tollerato la presenza vicino al trono di "bravuomini" da tutti e tre i regni (il Rigsraad, o consiglio di stato, come questi consiglieri avevano iniziato a essere chiamati); ma la loro influenza fu sempre insignificante. In ogni direzione l'autorità reale rimaneva suprema. Gli uffici di alto conestabile e di conte maresciallo vennero lasciati vacanti; i Danehofer, o assemblee nazionali, caddero in desuetudine, e la grande regina, un despota ideale, governò attraverso i suoi ufficiali di corte, che agivano come coadiutori superiori. Ma legge e ordine vennero mantenute bene; le licenze della nobiltà vennero strenuamente represse; i regni di Svezia e Norvegia vennero trattati come parti integrali dello stato danese, e le aspirazioni nazionali vennero disapprovate o tenute sotto controllo, anche se la Norvegia, essendo più leale, venne trattata con più indulgenza della Svezia.
Margherita inoltre recuperò alla corona tutte le proprietà terriere che erano state alienate durante i giorni tribolati prima di Valdemaro IV. Questa cosiddetta "reduktion", o recupero della terra, venne portata avanti con estremo rigore, e centinaia di proprietà caddero sotto il controllo della corona.
Margherita riformò anche la valuta danese, sostituendo monete d'argento ai vecchi gettoni di rame senza valore, con grande vantaggio per sé e per lo Stato. Margherita aveva sempre grandi somme di denaro a disposizione, e una considerevole parte di questo tesoro veniva dispensata in opere di beneficenza.

### Gli ultimi anni

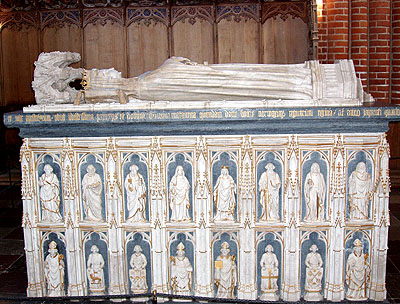
Cattedrale di Roskilde: la tomba di Margherita I

La politica estera di Margherita fu sagacemente circospetta, in netto contrasto con l'avventurismo del padre. L'offerta di alleanza più tentatrice, le congiunture più favorevoli, non la smossero mai dal suo sistema di neutralità. D'altra parte non risparmiò sacrifici per recuperare i territori danesi andati persi. Margherita acquistò l'isola di Gotland dai suoi attuali possessori, Alberto di Meclemburgo e l'Ordine livoniano, e gran parte dello Schleswig venne riconquistata allo stesso modo.
Margherita morì improvvisamente, a causa di un malore, mentre si trovava a bordo della sua nave ancorata nel porto di Flensburgo, il 28 ottobre 1412: non aveva compiuto 60 anni, età piuttosto avanzata per quell'epoca.
Il suo splendido sarcofago si trova dietro l'altare maggiore della cattedrale di Roskilde, non lontana da Copenaghen. L'effigie funebre della regina influenzò tutti i suoi ritratti postumi: le sue vere sembianze, però, sono quelle del busto in alabastro, certamente coevo, conservato a Lubecca nel St. Annen-Museum che, inizialmente, era collocato sulla tomba.
Margherita I aveva lasciato il suo patrimonio immobiliare al duomo, a condizione che venissero celebrate regolarmente messe di suffragio per la sua anima negli anni futuri. Con la riforma protestante (1536) questa consuetudine cessò. Ancora oggi, tuttavia, una campana speciale suona due volte al giorno in commemorazione della sovrana.

## Nella cultura di massa
- Nel 2022 è uscito in Italia il film Margherita - Regina del Nord diretto dalla regista danese Charlotte Sieling nel 2021.[9]

## Ascendenza
|                                |                           |                                  | Genitori                          |  |  | Nonni |  |  | Bisnonni            |  |  | Trisnonni                 |  |
|                                |                           |                                  |                                   |  |  |       |  |  | Eric V di Danimarca |  |  | Cristoforo I di Danimarca |  |
|                                |                           |                                  |                                   |  |  |       |  |  | Eric V di Danimarca |  |  | Cristoforo I di Danimarca |  |
|                                |                           | Margherita Sambirsdatter         |                                   |  |  |       |  |  | Eric V di Danimarca |  |  |                           |  |
| Cristoforo II di Danimarca     |                           |                                  |                                   |  |  |       |  |  | Eric V di Danimarca |  |  |                           |  |
|                                |                           | Agnese di Brandeburgo            | Giovanni I di Brandeburgo         |  |  |       |  |  |                     |  |  |                           |  |
|                                |                           | Agnese di Brandeburgo            | Giovanni I di Brandeburgo         |  |  |       |  |  |                     |  |  |                           |  |
|                                |                           | Agnese di Brandeburgo            | Brigitta di Sassonia              |  |  |       |  |  |                     |  |  |                           |  |
| Valdemaro IV di Danimarca      |                           | Agnese di Brandeburgo            |                                   |  |  |       |  |  |                     |  |  |                           |  |
|                                |                           | Boghislao IV di Pomerania        | Barnim I di Pomerania             |  |  |       |  |  |                     |  |  |                           |  |
|                                |                           | Boghislao IV di Pomerania        | Barnim I di Pomerania             |  |  |       |  |  |                     |  |  |                           |  |
|                                |                           | Boghislao IV di Pomerania        | Margherita di Werle               |  |  |       |  |  |                     |  |  |                           |  |
| Eufemia di Pomerania           |                           | Boghislao IV di Pomerania        |                                   |  |  |       |  |  |                     |  |  |                           |  |
|                                |                           | Margherita di Rügen              | Vitslav II di Rügen               |  |  |       |  |  |                     |  |  |                           |  |
|                                |                           | Margherita di Rügen              | Vitslav II di Rügen               |  |  |       |  |  |                     |  |  |                           |  |
|                                |                           | Margherita di Rügen              | Agnese di Brunswick-Lüneburg      |  |  |       |  |  |                     |  |  |                           |  |
| Margherita I di Danimarca      |                           | Margherita di Rügen              |                                   |  |  |       |  |  |                     |  |  |                           |  |
|                                | Valdemaro IV di Schleswig | Eric I di Schleswig              |                                   |  |  |       |  |  |                     |  |  |                           |  |
|                                | Valdemaro IV di Schleswig | Eric I di Schleswig              |                                   |  |  |       |  |  |                     |  |  |                           |  |
|                                | Valdemaro IV di Schleswig | Margherita di Pomerania-Rügen    |                                   |  |  |       |  |  |                     |  |  |                           |  |
| Eric II di Schleswig           | Valdemaro IV di Schleswig |                                  |                                   |  |  |       |  |  |                     |  |  |                           |  |
|                                |                           | Elisabetta di Sassonia-Lauenburg | Giovanni I di Sassonia-Lauenburg  |  |  |       |  |  |                     |  |  |                           |  |
|                                |                           | Elisabetta di Sassonia-Lauenburg | Giovanni I di Sassonia-Lauenburg  |  |  |       |  |  |                     |  |  |                           |  |
|                                |                           | Elisabetta di Sassonia-Lauenburg | Ingeborg Birgersdotter di Småland |  |  |       |  |  |                     |  |  |                           |  |
| Edvige di Schleswig            |                           | Elisabetta di Sassonia-Lauenburg |                                   |  |  |       |  |  |                     |  |  |                           |  |
|                                |                           | Enrico I di Holstein-Rendsburg   | Gerardo I di Holstein-Itzehoe     |  |  |       |  |  |                     |  |  |                           |  |
|                                |                           | Enrico I di Holstein-Rendsburg   | Gerardo I di Holstein-Itzehoe     |  |  |       |  |  |                     |  |  |                           |  |
|                                |                           | Enrico I di Holstein-Rendsburg   | Elisabetta di Mecleburgo          |  |  |       |  |  |                     |  |  |                           |  |
| Adelaide di Holstein-Rendsburg |                           | Enrico I di Holstein-Rendsburg   |                                   |  |  |       |  |  |                     |  |  |                           |  |
|                                |                           | Heilwig di Bronkhorst            | Guglielmo II di Bronkhorst        |  |  |       |  |  |                     |  |  |                           |  |
|                                |                           | Heilwig di Bronkhorst            | Guglielmo II di Bronkhorst        |  |  |       |  |  |                     |  |  |                           |  |
|                                |                           | Heilwig di Bronkhorst            | Ermengarda di Randerode           |  |  |       |  |  |                     |  |  |                           |  |
|                                |                           | Heilwig di Bronkhorst            |                                   |  |  |       |  |  |                     |  |  |                           |  |